# 塩沢温泉 (岐阜県)
塩沢温泉（しおさわおんせん）は、岐阜県高山市高根町にある温泉。

## 泉質
- 含二酸化炭素-ナトリウム・マグネシウム-炭酸水素塩泉
  - 泉温　26.7°C
- 源泉温度が低いため、加温・循環濾過方式。

## 概要
高根乗鞍湖畔、標高1000メートルの山中に温泉宿（七峰館）が一件ある。周辺には、「道の駅飛騨たかね工房」がある。
かつては七峰館の北に「湯元山荘」という旅館があったが、廃業。廃業後も旅館前にあった野湯は、地元民に愛されてきたが、2015年（平成27年）に閉鎖。
中部北陸自然歩道のモデルコースである「乗鞍岳展望と鳥屋峠越えのみち」のルート上にある。

## 歴史
- 1985年（昭和60年）-「七峰館」開業。

## アクセス
- JR高山本線高山駅より車で40分。
- 中部縦貫自動車道高山西ICより国道158号、国道41号、国道361号経由、車で70分。